# مای راتیما
مای راتیما (کره‌ای: 마이 라띠마؛ انگلیسی: Mai Ratima) یک فیلم محصول سال ۲۰۱۳ کره جنوبی است. این فیلم نخستین کارگردانی بازیگر یو جی ته است و نخستین بار جشنواره بین‌المللی فیلم بوسان در ۵ اکتبر ۲۰۱۲ به نمایش درآمد. مای راتیما در ۶ ژوئن ۲۰۱۳ در سینماها اکران شد.